# 단국대학교 사범대학 부속중학교
단국대학교 사범대학 부속중학교(檀國大學校 師範大學 附屬中學校)는 대한민국 서울특별시 강남구 대치동에 위치한 사립 중학교이다.

## 학교 연혁
- 1941년 5월 25일 : 서울특별시 신당동 52번지 조선공업기술학원 설립
- 1947년 2월 8일 : 백남공업중학교로 변경하고 6년제로 개편 인가
- 1950년 6월 1일 : 백남중학교(3년제)와 백남공업고등학교(3년제) 분리
- 1958년 11월 12일 : 재단법인 백남학원을 재단법인 단국대학에 병합
- 1959년 1월 29일 : 백남중학교를 단국중학교로 교명 변경, 초대 교장 정성걸 취임
- 1959년 9월 9일 : 서울특별시 성동구 신당동 282-10호로 교사 이전
- 1962년 7월 7일 : 서울특별시 용산구 한남동 산 8번지로 이전
- 1982년 8월 25일 : 서울특별시 강남구 대치동 1013번지로 교사 이전
- 1982년 12월 27일 : 단국중학교를 단국대학교사범대학부속중학교로 교명 변경
- 2013년 3월 1일 : 학교법인 단국대학 이사장으로 제11대 이사장 장충식 취임
- 2020년 9월 1일 : 제16대 교장으로 한유수 교장 취임
- 2024년 9월 2일: 제17대 교장으로 송건현 교장 취임
- 2024년 9월 2일: 교감 안승희 취임

## 같이 보기
- 대한민국의 교육

## 참고 자료
- 단국대학교 사범대학 부속중학교 - 한국교육학술정보원 학교알리미